# Victoria Beckham
Victoria Caroline Beckham, dívčím jménem Adams (přechýleně Beckhamová, Adamsová) (* 17. dubna 1974 Goffs Oak, Spojené království) je anglická zpěvačka, známá především pro účinkování v populární hudební skupině Spice Girls, kde měla přezdívku Posh Spice.
Po rozpadu kapely se začala věnovat své kariéře jako módní návrhářka. Je manželkou fotbalisty Davida Beckhama, se kterým má syny Brooklyna (podle newyorské čtvrti Brooklyn), Romea, Cruze a dceru Harper.